# 列氏湟源蛛
列氏湟源蛛（学名：Huangyuania levii）为漏斗蛛科湟源蛛属的动物。在中国大陆，分布于青海等地。该物种的模式产地在青海湟源。